# Curis-au-Mont-d'Or
Curis-au-Mont-d'Or este o comună în departamentul Rhône din sud-estul Franței. În 2009 avea o populație de 1.057 de locuitori.

## Evoluția populației
| An        | 1975 | 1982 | 1990 | 1999 | 2006 | 2009  |
| --------- | ---- | ---- | ---- | ---- | ---- | ----- |
| Populație | 575  | 622  | 735  | 897  | 911  | 1.057 |